# Félix Liouville
Pour les articles homonymes, voir Liouville.
Félix Liouville (9 novembre 1859, Toul - 14 août 1947, Brion), est un homme politique français.

## Biographie
Neveu de Henri Liouville et avocat à la cour d'appel de Paris, avocat au ministère des finances, il est député de la Seine de 1919 à 1924.

## Sources
http://rue89.nouvelobs.com/2015/11/06/axelle-lemaire-loi-numerique-naurais-pu-faire-loi-droite-261997